# 利戈夫斯基大街

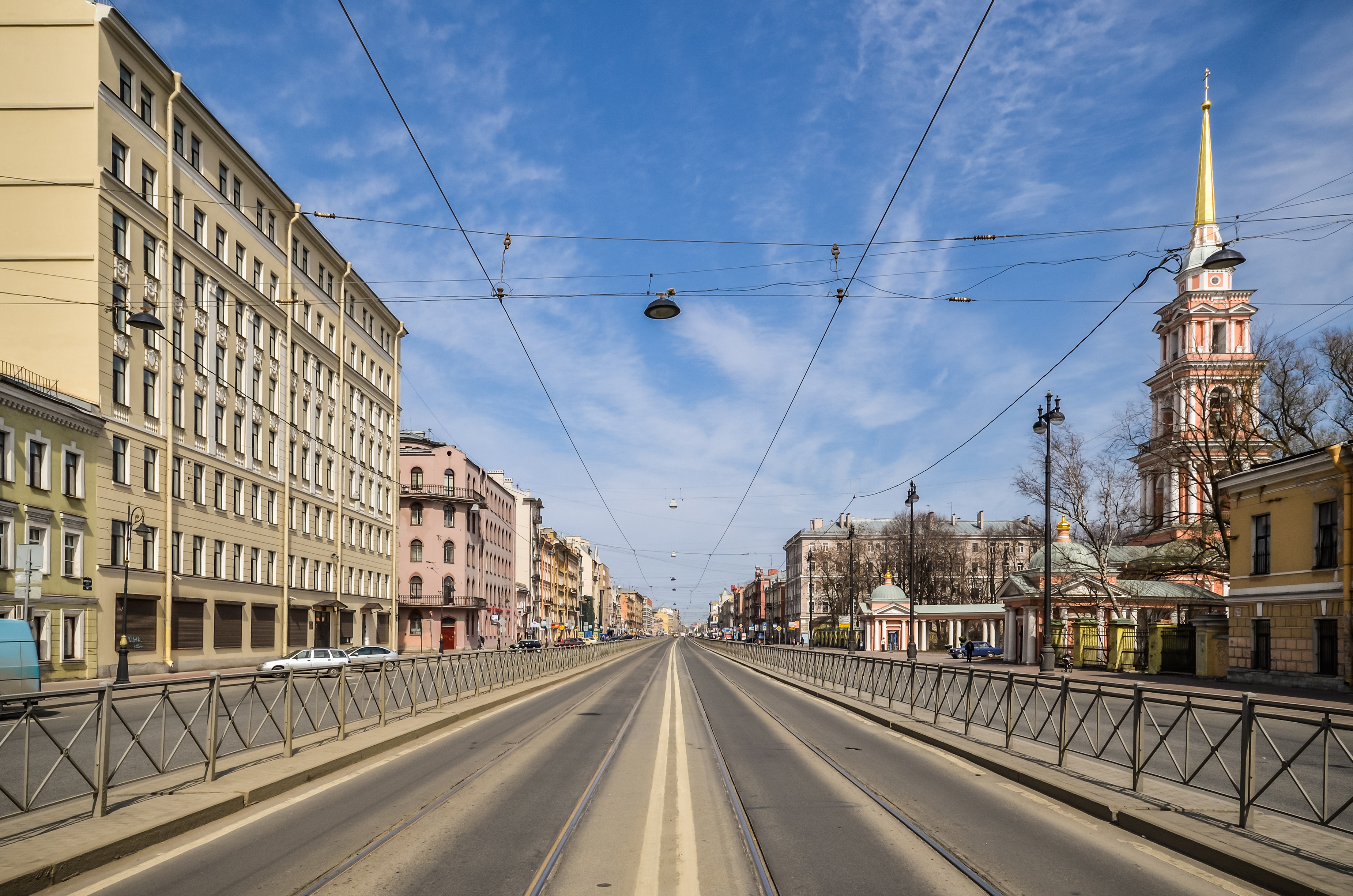
利戈夫斯基大街

利戈夫斯基大街（俄语：Ли́говский проспект）是俄羅斯第二大城市聖彼得堡的一條街道，呈東北-西南走向，全長5.6公里。北起涅克拉索夫街，南至莫斯科大街。
街道源於彼得大帝時期，連接利加河和夏花園的運河工程，街道因此得名，但當時的街名是莫斯科街。1777年洪水，夏花園噴水池受損，運河也因而報廢掩埋。19世紀時稱為利戈夫斯基濱河路。1892年易名利戈夫斯基大街。1952年易名斯大林格勒大街。1956年恢復原名至今。